# Олгрен, Нельсон
Нельсон Олгрен (настоящие имя и фамилия — Нельсон Олгрен Абрахам, англ. Nelson Algren; 28 марта 1909, Детройт — 9 мая 1981, Лонг-Айленд, Нью-Йорк, США) — американский писатель. Лауреат Национальной книжной премии (1950).

## Биография
Сын шведского эмигранта иудейского вероисповедания и немецкой еврейки. Детство провел в South Side Чикаго — районе бедноты, где сформировались творческие взгляды Олгрена; откуда он черпал темы своих произведений: жизни местных политиков и социальных изгоев большого города: проституток, пьяниц и уродов.
Окончил факультет журналистики Иллинойсского университета в Чикаго. Сменил множество случайных работ. Однажды даже был приговорен к тюремному заключению за кражу пишущей машинки.
Участник Второй мировой войны. Служил во Франции. Был дважды женат. В 1947 познакомился в США с французской писательницей Симоной де Бовуар, связь с которой длилась 14 лет. Вместе с ней совершил много поездок и путешествий по Латинской Америке, Греции и Турции. 
За свои левые симпатии становился объектом разбирательства Комиссии по расследованию антиамериканской деятельности.
Умер внезапно в 1981 во время приёма по случаю избрания его членом Американской академии искусств и литературы.

## Творчество
В обстановке общественного подъема 1930-х гг. опубликовал роман «Кто-то в сапогах» («Somebody in boots», 1935) — о скитаниях сбившихся с пути подростков в трущобах Чикаго. О людях чикагского «дна» рассказывают и последующие произведения автора, лучшее из которых — роман «Человек с золотой рукой» («The man with the golden arm», 1949), был удостоен Национальной книжной премии США (1950).
В романе «Прогулка по дикой стороне» («A walk on the wild side», 1956) писатель создает мрачную картину зла и пороков в капиталистической Америке.
Автор нескольких повестей и более 50 рассказов, стихов, критических очерков и др.

## Избранные произведения
- Somebody in Boots (1935)
- Never Come Morning (1942)
- The Neon Wilderness (сборник рассказов, 1947)
- The Man with the Golden Arm (1949)
- Chicago: City on the Make (1951)
- A Walk on the Wild Side (1956)
- Nelson Algren’s Own Book of Lonesome Monsters (1962)
- Who Lost an American? (1963)
- Conversations with Nelson Algren (1964)
- Notes from a Sea Diary: Hemingway All the Way (1965)
- The Last Carousel (1973)
- The Devil’s Stocking (1983)
- America Eats (1992)
- He Swung and He Missed (1993)
- The Texas Stories of Nelson Algren (1994)
- Nonconformity (1996)
- Notes From a Sea Diary & Who Lost an American (2009).

Произведения Нельсона Олгрена были экранизированы:
- 1955 — «Человек с золотой рукой» (режиссёр Отто Премингер
- 1962 — «Прогулка по беспутному кварталу» (режиссёр Эдвард Дмитрык)